# 北酒場 (五木ひろしの曲)
「北酒場」（きたさかば）は、1976年6月5日に発売された五木ひろしのシングル。

## 解説
- この年の勝負作として投入され、森進一「襟裳岬」のヒットに触発された形で“フォークの神様”と評価されていた岡林信康を作曲に迎え、五木が初めて取り組んだフォーク作品で、最高位13位、登場週数17週、15万枚を超える程度の売上げを記録する。
- 岡林は2013年にアルバム『アナザー・サイド・オブ・オカバヤシ〜岡林信康、吉岡治を歌う』で、本楽曲をセルフカバーした。

## 収録曲
- 両楽曲共に、編曲：竜崎孝路

1. 北酒場（3分9秒）
作詞：吉岡治／作曲：岡林信康
2. 風の音（3分39秒）
作詞：山口洋子／作曲：竜崎孝路